# O Amor Dá Voltas
O Amor Dá Voltas é um filme de comédia romântica brasileiro de 2022, dirigido por Marcos Bernstein e com roteiro escrito por ele em parceria com Marc Bechar e Victor Atherino. Protagonizado por Igor Angelkorte no papel de um médico que volta ao Brasil após anos na África e descobre que as cartas que trocava com sua namorada, Beta (Juliana Didone), eram, na verdade, escritas pela irmã da mesma, Dani (Cleo).

## Sinopse
André (Igor Angelkorte) é um médico que passa dois anos desenvolvendo trabalhos humanitários em países da África pelo Médico Sem Fronteiras. Após esse período, ele decide voltar ao Brasil para matar a saudade de sua namorada Beta (Juliana Didone), a qual ele vinha se comunicando através de cartas por todo esse tempo. Quando chega ao Brasil ele, no entanto, encontra uma realidade totalmente diferente do esperado: Beta, na verdade, está casada com um marido novo e já tem uma filha.
Tudo isso aconteceu graças a Dani (Cleo), a irmã mais nova de Beta, que escrevia as cartas se passando pela irmã, alimentando as esperanças e a paixão de André. Toda essa troca de correspondências fez com que Dani acabasse se apaixonando pelo ex-namorado da irmã. Mas o sentimento não é recíproco, visto que André ainda está apaixonado por Beta. Dani se preocupa agora em resolver esse mal entendido e luta para conquistar o amor do médico, agora pessoalmente.

## Elenco
- Cleo como Daniela "Dani"
- Igor Angelkorte como André
- Juliana Didone como Beta
- Pablo Sanábio como Marcos
- Klebber Toledo como Sergio
- Vania de Brito como Leilane
- Sérgio Mendes como Henry
- André Luiz Miranda como atendente do pet shop
- Claudio Galvan como policial da blitz
- Alexandre Britto como garçom da churrascaria

## Produção
O Amor Dá Voltas é dirigido por Marcos Bernstein, conhecido por seus trabalhos no roteiro do filme indicado ao Óscar Central do Brasil (1998) e nas telenovelas Além do Horizonte (2013) e Orgulho e Paixão (2018). Bernstein também é o responsável pelo roteiro do filme, o qual foi escrito em parceria com os roteiristas Marc Bechar e Victor Atherino. Segundo o diretor do filme, a história foi escrita não apenas para retratar uma história de amor, mas também para retratar dualidade dos jovens atuais em conciliar a vida amorosa com a construção de uma carreira profissional.
A produção do filme é realizada entre os estúdios Ponto de Fuga e Neanderthal MB, com coprodução da Globo Filmes. A trilha sonora original do filme foi composta pelos músicos Lucas Marcier e Fabiano Krieger.

## Lançamento
A première mundial do filme ocorreu em 18 de outubro de 2019 sendo exibido na Mostra Internacional de Cinema de São Paulo.
Uma sessão de pré-estreia ocorreu em 14 de dezembro de 2022 em um cinema do Rio de Janeiro, com a presença do elenco, artistas e também da imprensa. O filme foi lançado comercialmente no Brasil em 22 de dezembro de 2022 pela Imagem Filmes.

## Recepção

### Crítica
O Amor Dá Voltas obteve uma repercussão positiva entre os críticos de cinema. O filme foi descrito como envolvente e que supera as expectativas. O RotaCult o descreveu como "aquele tipo de filme que, certamente, te fará pensar e refletir sobre as escolhas da vida" e que "a leveza do filme é, surpreendentemente, levar o publico a reflexão sobre as conquistas pessoais em uma geração focada na conciliação entre carreira e vida amorosa".
Em sua crítica ao website CinePOP, Janda Montenegro escreveu que o filme "flana bem entre três gêneros fundamentais para a construção de uma história cativante: começa com a leveza da comédia no primeiro arco, usando suavemente do humor para apresentar seu plot; em seguida, mergulha no romance para construir uma relação de apaixonamento entre os protagonistas – a falta de jeito entre os dois para se expressar, a jornada que enfrentam juntos para fazer a coisa certa e o medo de colocar em voz alta aquilo que tão facilmente era dito no papel; por fim, encerra o terceiro arco apresentando o drama: uma vez que as cartas estão na mesa, o que fazer, posto que alguém fatalmente sairá machucado nesse triângulo amoroso?"
Bruno Oliveira, crítico do website Ultraverso, escreveu que O Amor Dá Voltas é "uma ótima produção para se ver ao lado da pessoa que gosta. Nem precisa ser casado ou estar apenas namorando, pode ser aquele crush que você tem guardado aí no peito. Tenho certeza que irão sair suspirando e se gostando ainda mais. Um filme que não possui nada de excepcional, mas que consegue cativar através de um bom roteiro, uma direção competente e atuações bem convincentes, a ponto de acreditarmos que eles realmente estão apaixonados."